# はだしのコンサート

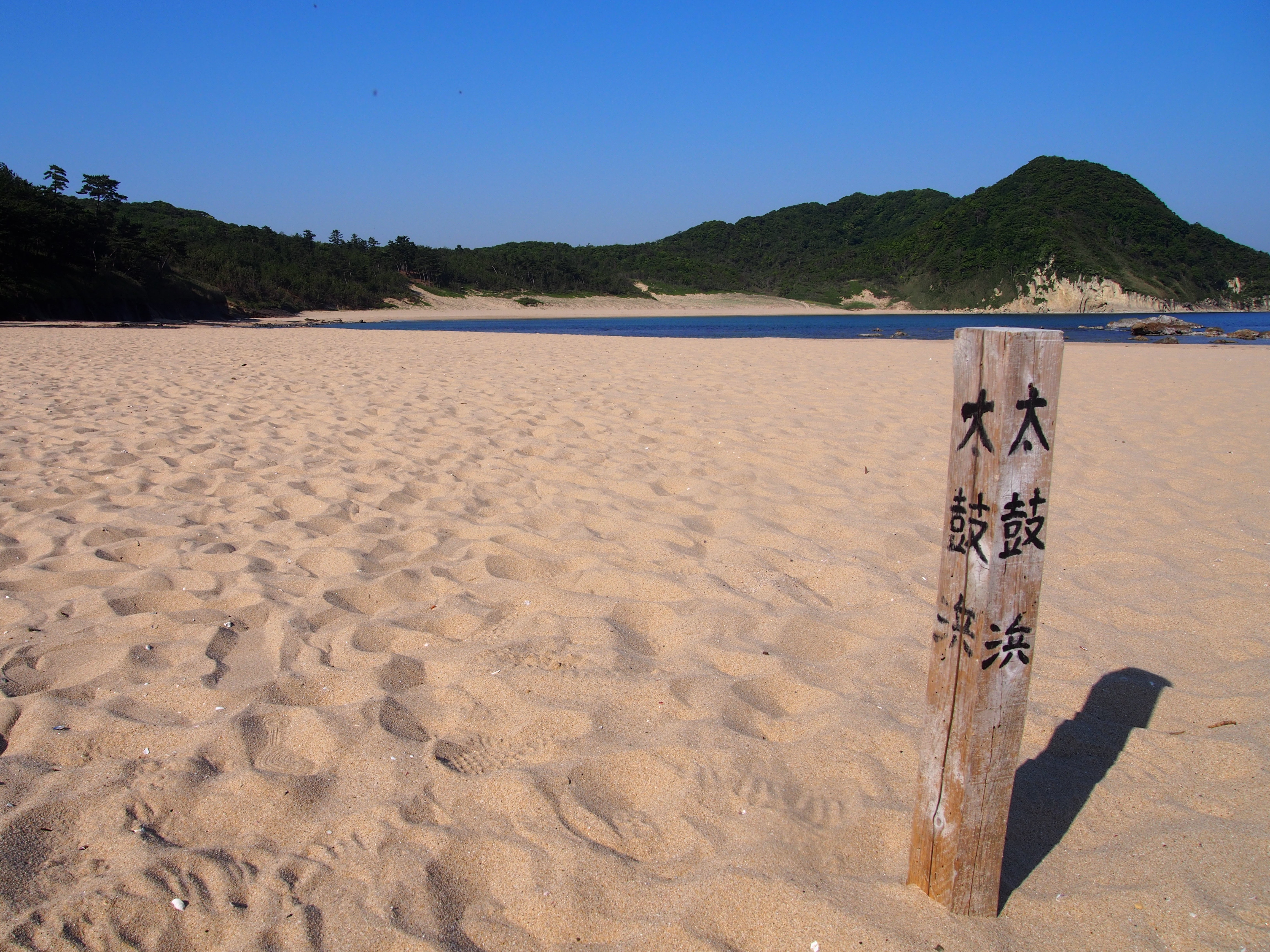
太鼓浜（琴引浜）

はだしのコンサートは、京都府京丹後市網野町掛津の琴引浜で毎年開催されている、「貴方の拾ったゴミが入場券」を合言葉とする環境啓発イベント、ビーチクリーンライブである。鎌倉市の由比ヶ浜海岸や材木座海岸、静岡の御前崎海岸、鹿児島の江口浜海浜公園や鉄浜海岸、沖縄など全国各地で開催されているビーチクリーンライブに先駆けて、1994年（平成6年）から開催され、2023年（令和5年）が最後の開催となった。
拾ったゴミが入場券になり、清掃活動や音楽ステージなどを通じて環境保全を呼びかける啓発イベントで、長年の開催では地元の小学生や高校生も運営に関与し、青少年の環境意識の育成に貢献しているとして評価され、実行委員会は2019年（令和元年）に京都ヒューマン賞を受賞した。

## 内容

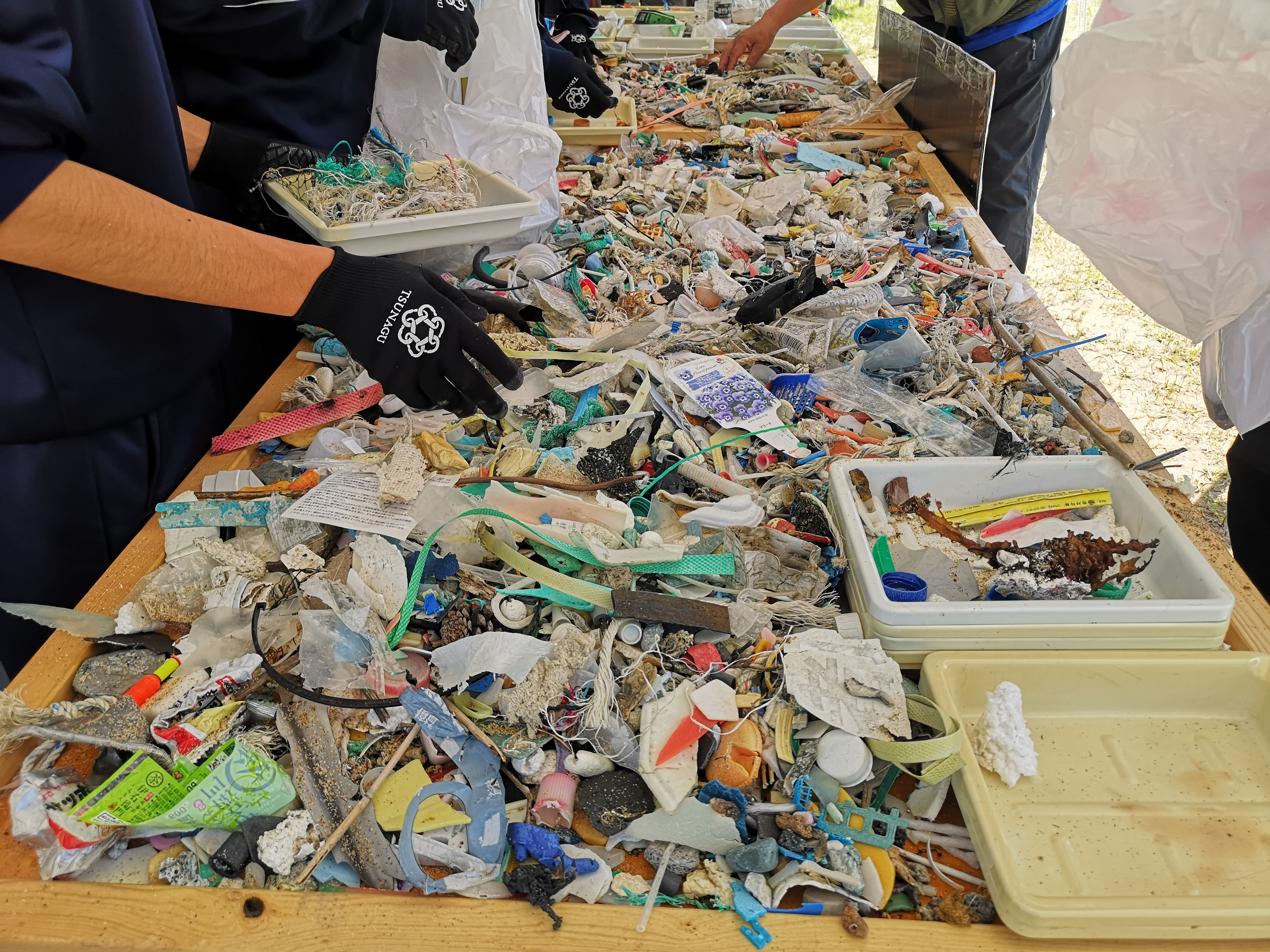
回収された海洋ゴミ

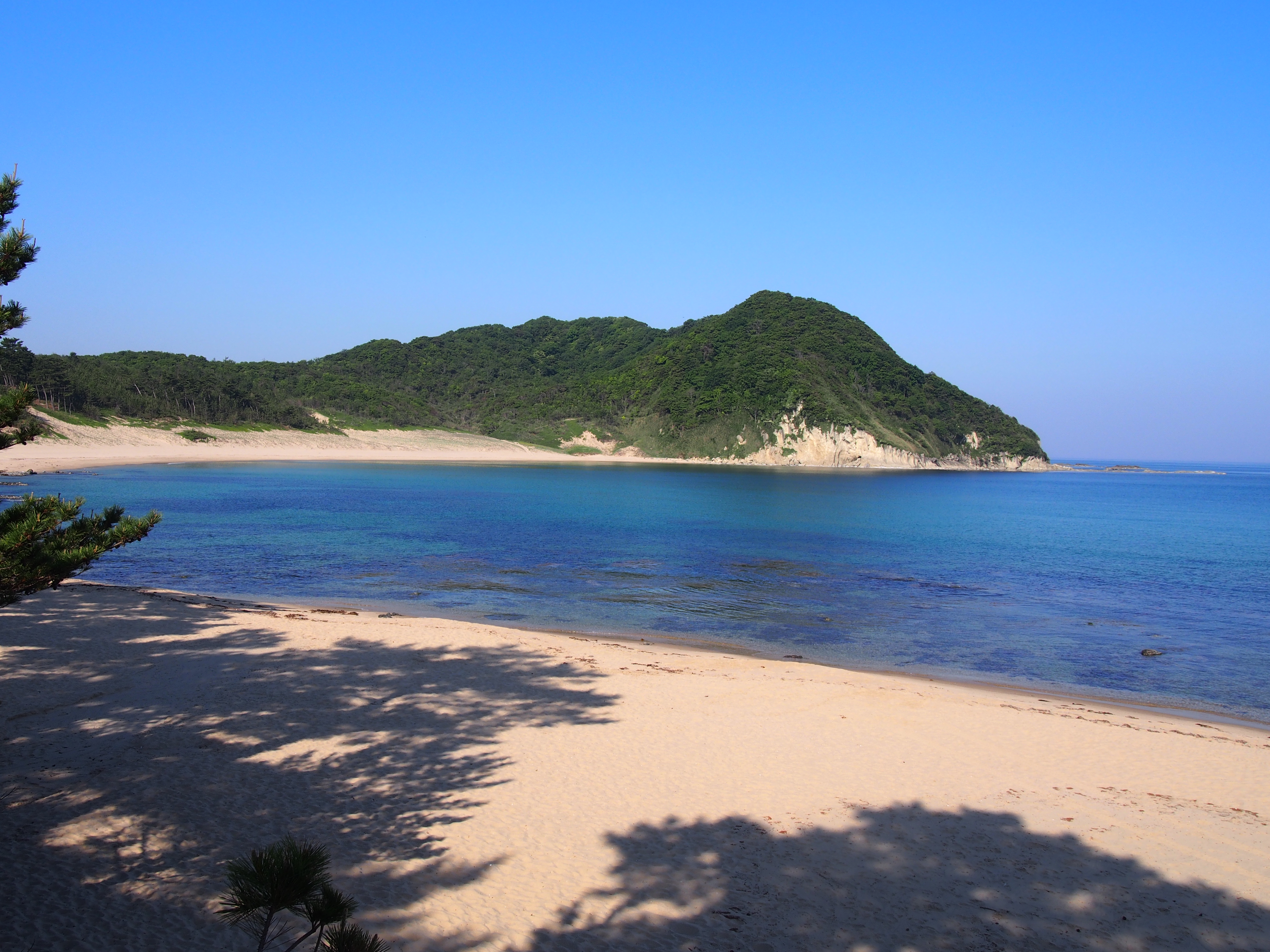
琴引浜

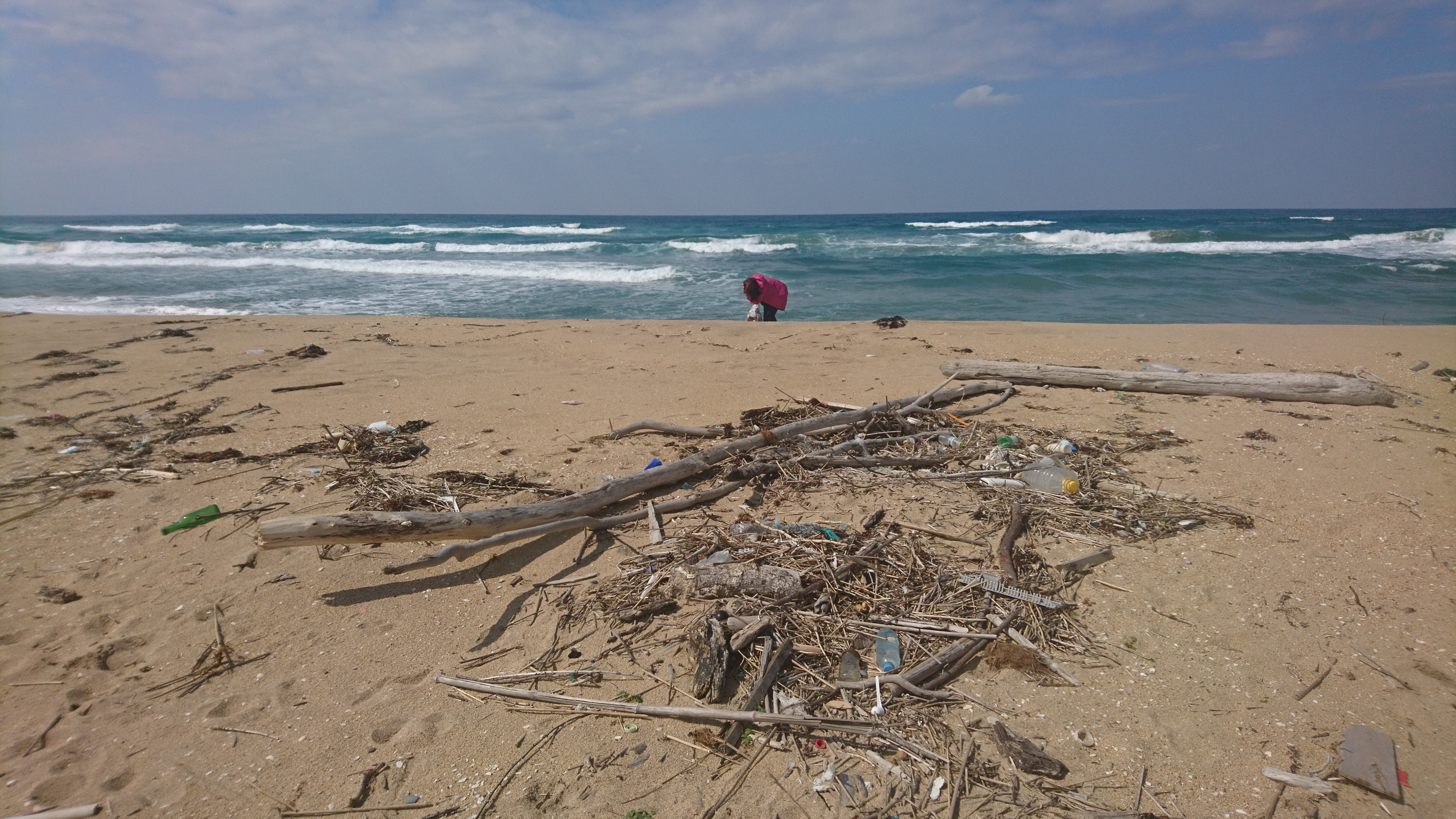
海岸漂着ゴミの一例（浜詰海岸）

京都府北部、丹後半島の琴引浜を会場に開催される、環境保全の啓発をねらいとした音楽祭。琴引浜の海岸に漂着したゴミを拾い集め、ゴミの種類や量を調査するビーチクリーンアップ活動と、音楽コンサートをメインとした「手作りの環境啓発コンサート」である。合言葉は、「貴方の拾ったゴミが入場券」。海岸で拾ったゴミをチケットとして会場に入場し、琴引浜の自然のなかで人気ミュージシャンの生演奏や歌を間近で聴くことができ、当日は琴引浜駐車場も無料となる。
地元の小学校や高等学校と連携し、児童生徒も企画や運営を担い、小学生などが「はだしのコンサート宣言」を行い、環境保護を訴える。毎年の企画・運営スタッフは、開催年3月に公募される。
1996年（平成8年）には神奈川県鎌倉市の由比ヶ浜で「はだしのコンサートイン鎌倉」（現在の「ビーチ・クリーン・ライブ イン鎌倉」）が、2003年（平成15年）には鹿児島県日置市の江口浜海浜公園で「はだしのコンサートin江口浜」が、2006年（平成18年）には鹿児島県西之表市の鉄浜海岸で第1回「はだしのコンサートIN種子島」が開催されており、いずれも琴引浜での第1回はだしのコンサートに参加した杉山清貴が関与している。

## 歴史

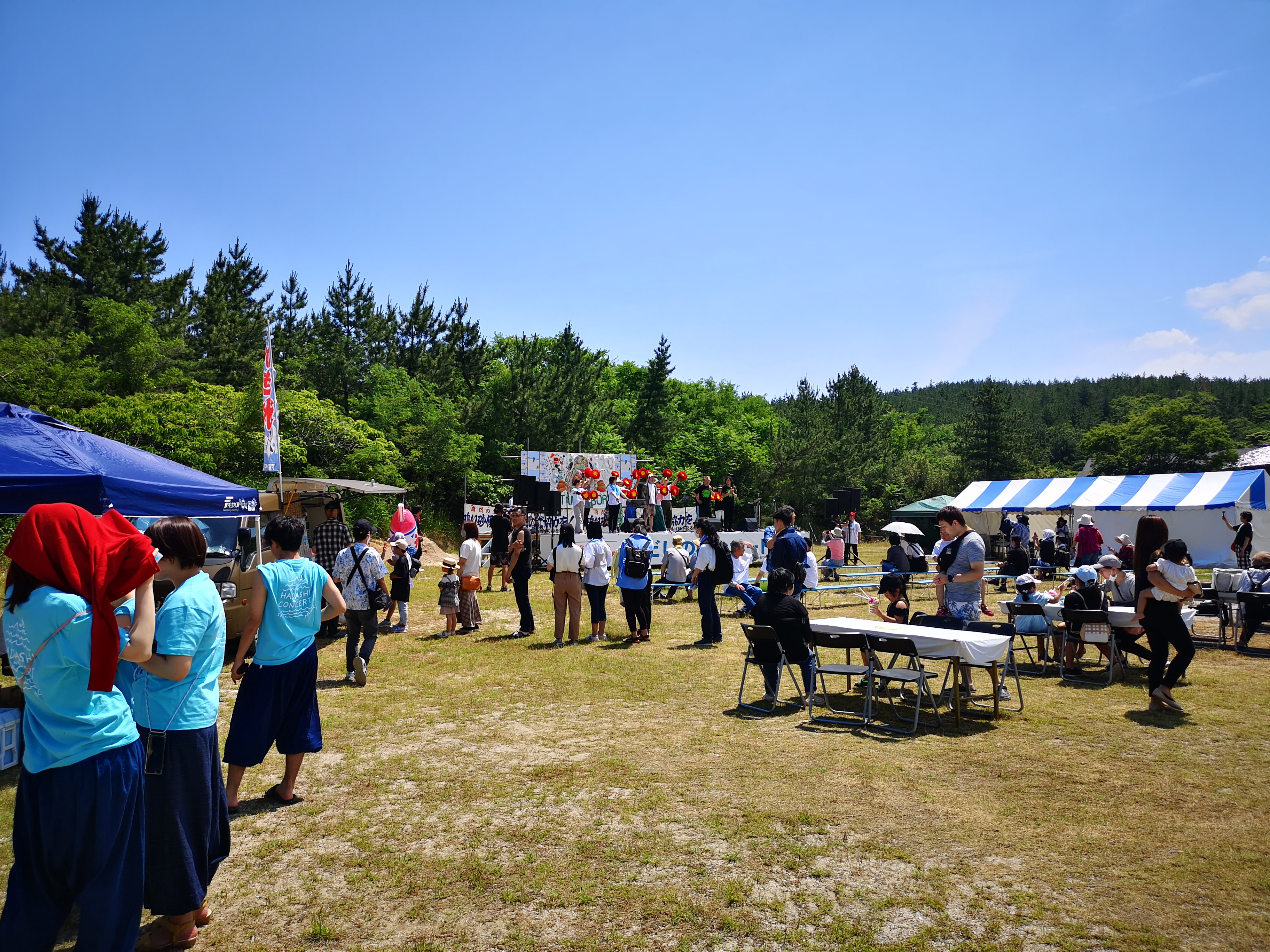
はだしのコンサートfinal（2023年）

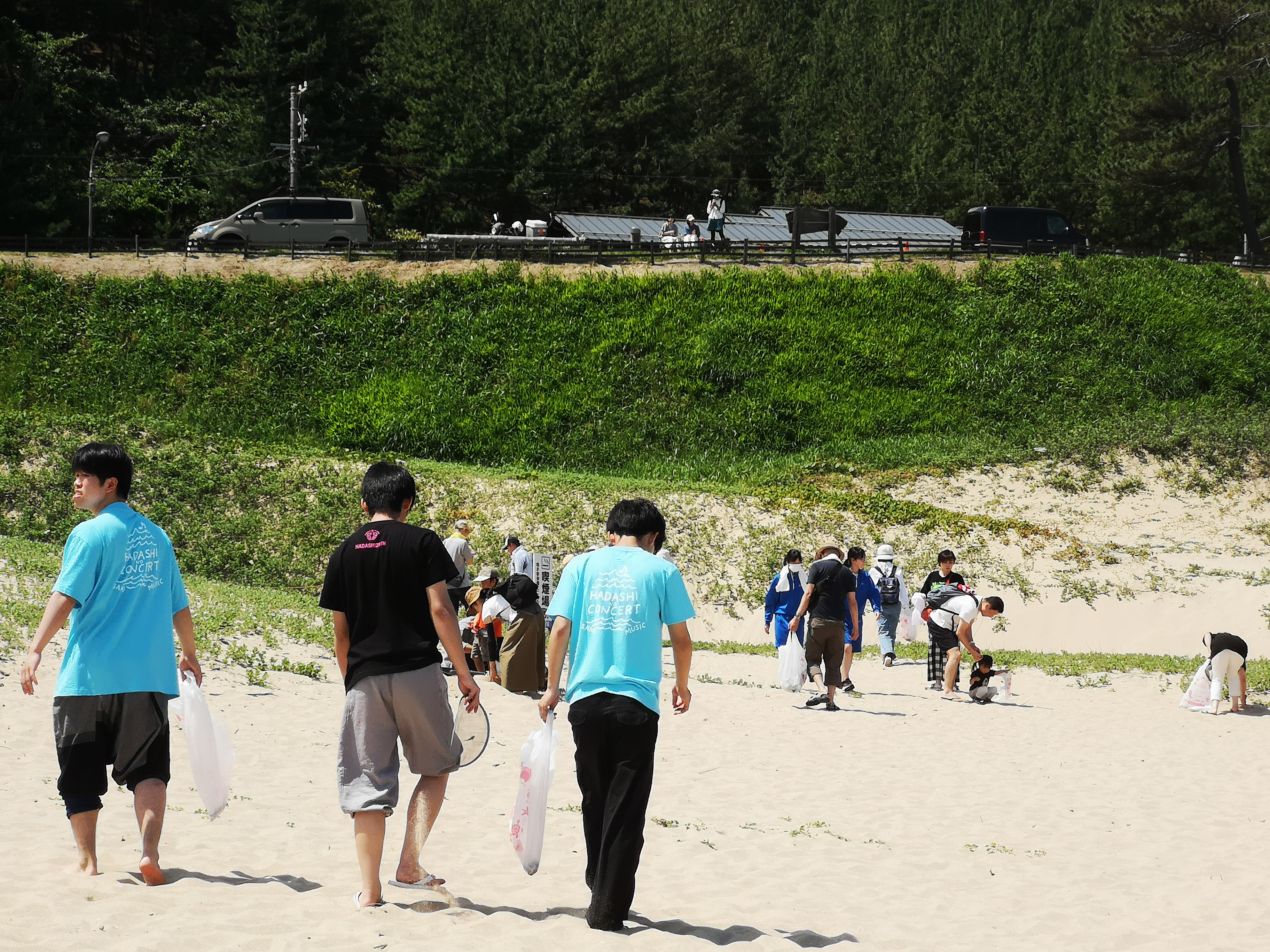
砂浜でのゴミ拾い

1994年（平成6年）から、2019年（令和元年）まで毎年開催された。その後は新型コロナウイルス感染症 (2019年)症の世界的流行によりコンサートは中断、海岸清掃のみ継続されたが、2023年（令和5年）6月に「FINAL」としてコンサートも再開、有終の美を飾った。
会場の琴引浜は、21世紀初頭の日本に20から30カ所のみ確認されている鳴き砂の海岸であり、白砂青松の景勝地として名勝に指定される。付近には旅館や民宿が多く、地域経済を支える観光名所となっているが、観光客によるゴミのポイ捨てやたばこの灰などにより砂が汚れると鳴き砂は鳴かなくなる。また、海からの海岸漂着物も景観を損なう。そのため、琴引浜の環境保全と観光を両立させるべく、地元区民により年間を通して海岸の清掃活動が行われており、その啓発活動の一環、象徴として、はだしのコンサートが開催されている。これら地域の保全活動によって、琴引浜は1999年（平成11年）に「世界初の禁煙ビーチ」に指定され、2007年（平成19年）には国の天然記念物に指定された。
活動の始まりは1989年（平成元年）頃、地域の数人の人々による「月1回ゴミを拾おう」というキャンペーンである。やがて、活動開始時には子どもだった人々が中心となり、活動に賛同したミュージシャンとともに海岸で拾ったゴミを入場券代わりとした音楽祭はだしのコンサートが、1994年（平成6年）に初開催されるに至る。
3年後の1997年（平成9年）1月2日未明、日本海の島根県沖でナホトカ号重油流出事故が発生し、1月9日には琴引浜にも大量の重油が漂着した。白砂を黒い塊が覆い、住民総出で回収しても、波に寄せて重油は幾度も漂着した。琴引浜では10,000人を超えるボランティアによる3月末まで回収作業の甲斐あり、4月には漂着前の状態に戻った。重油の回収は、ひしゃくで油をすくい、砂にまぎれた重油の粒をふるいにかけて取り除く、人力が頼りの作業で、網野町（当時）では、ボランティアのためのバスを京都市内から運行して作業分担を割り振るなど、官民一帯の組織的対応で浜の環境回復に全力を投じた。この重油流出事故は、地域住民の環境保全への意識をより強固にしたとみられている。「琴引浜鳴り砂を守る会」の松尾信介は、京都新聞の取材に対し、「事故は保全活動の契機となった。でも、大人ばかりが携わると崩壊する。次世代の海を愛する心を育んでいかないといけない。」と、はだしのコンサートに地元の子どもの関与を促す理由を説明している。
2018年（平成30年）に開催された第25回からは、新たに海洋環境への影響が懸念される、マイクロプラスチックの存在と脅威について啓発。ナホトカ号重油流出事故や、長年の保全活動の歴史などとともに次世代へと伝えている。
2019年（平成31年）時点でコンサートを主催するはだしのコンサート実行委員会は、2000年（平成12年）4月に設立され、地域の社会福祉、青少年の健全な育成、男女共同参画の推進、環境整備の4分野における社会貢献活動で顕著な功績を上げた個人や団体を顕彰する「京都ヒューマン賞」を受賞した。
2023年（令和5年）6月4日、4年ぶりとなった「はだしのコンサート」が琴引浜一帯で開催された。中断期間中も海岸清掃は毎年行われており、回数としては28回目として最後の開催となり、参加者が砂浜清掃やコンサート出演者のライブを通じて美しい砂浜と環境の保全を誓い合い、有終の美を飾った。浜辺の清掃には約1200人が参加した。

## 参加者数
- 2004年（平成16年）第11回　約4,000人[24]。
- 2005年（平成17年）第12回　約2,000人[25]。
- 2006年（平成18年）第13回　約2,500人[26]。
- 2007年（平成19年）第14回　約2,000人[10]。
- 2008年（平成20年）第15回　約3,000人[27]。
- 2010年（平成22年）第17回　約2,000人[11]。
- 2013年（平成25年）第20回　約4,500人[28]。
- 2015年（平成27年）第22回　約2,000人[29]。
- 2016年（平成28年）第23回　約2,000人[30]。
- 2017年（平成29年）第24回　約3,000人[31]。
- 2023年（令和５年）第28回　約1,200人[32]。

## 主な出演者

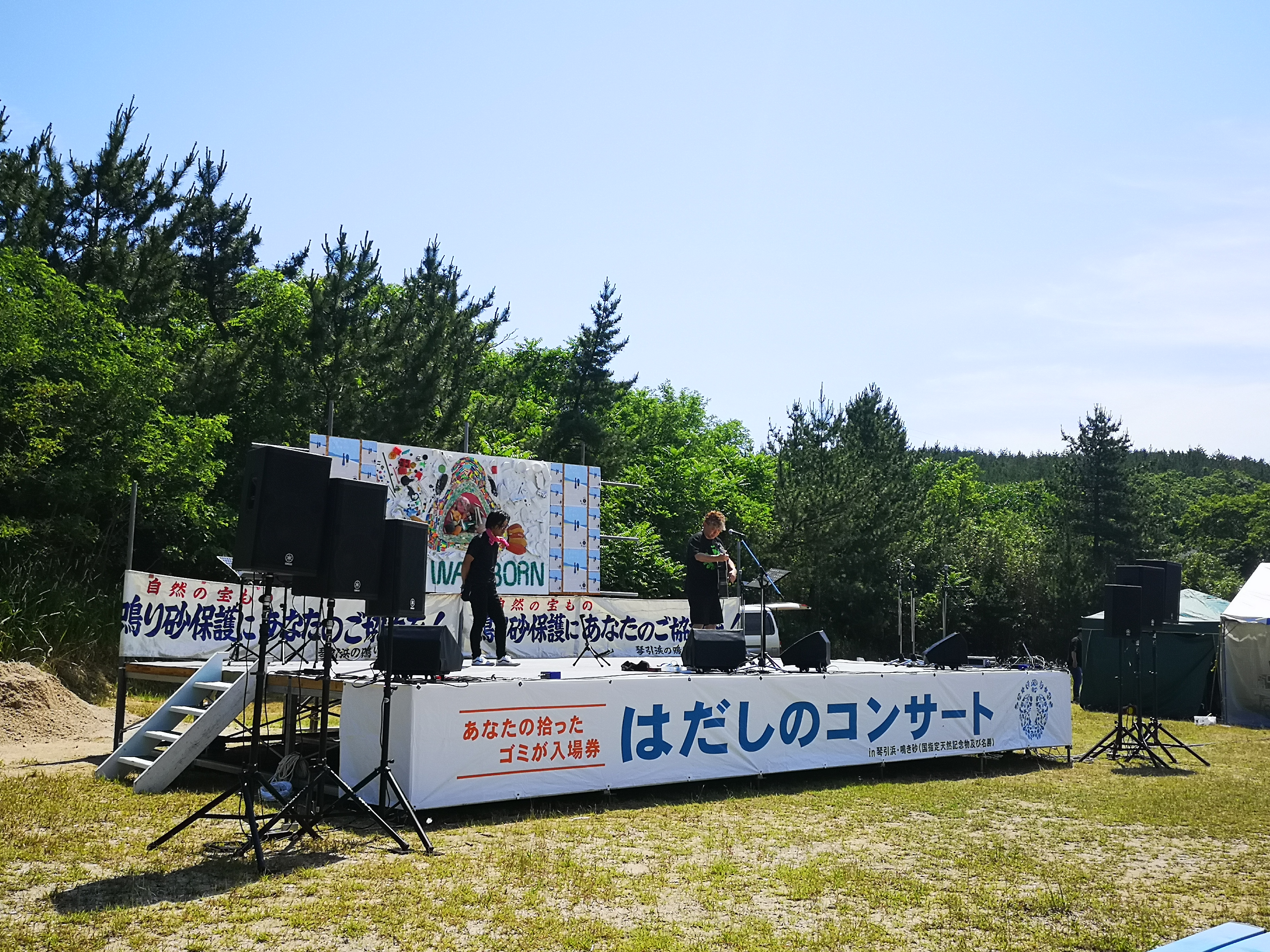
音楽ステージ

- 秋人 - 京都府出身のロック歌手。2019年で12回目の参加。
- ACE - ユニットface to aceで活動する兵庫県出身の音楽家。2019年で6回目の参加。
- アルケミスト - 客席から歌詞に入れるお題を3つ出させ、即興で作詞作曲して演奏するパフォーマンス・ミュージシャン。
- 野田順子 - 大阪府出身の歌手、声優。2019年で4回目の参加。
- 和太鼓ドン - 立命館大学等、京都市内の学生中心で構成された和太鼓の伝統芸能サークル。はだしのコンサートでは2007年のステージで開幕演奏を担い[33]、10年以上の参加歴がある。
- parteporte (ぱるてぽるて）- 京都府北部の5市2町の地域活性化をねらって結成されたアイドルグループ。2019年で2回目の参加。
- Hula Lehua（フラ　レフア）- 地元のフラダンス・チーム。2019年で6回目の参加。
- ピーナッツ（P-NUTZ） - MCとして丹後の各地のイベントに出演し、地元ラジオ局京丹後コミュニティ放送で番組を持っている[34]。

## 運営体制

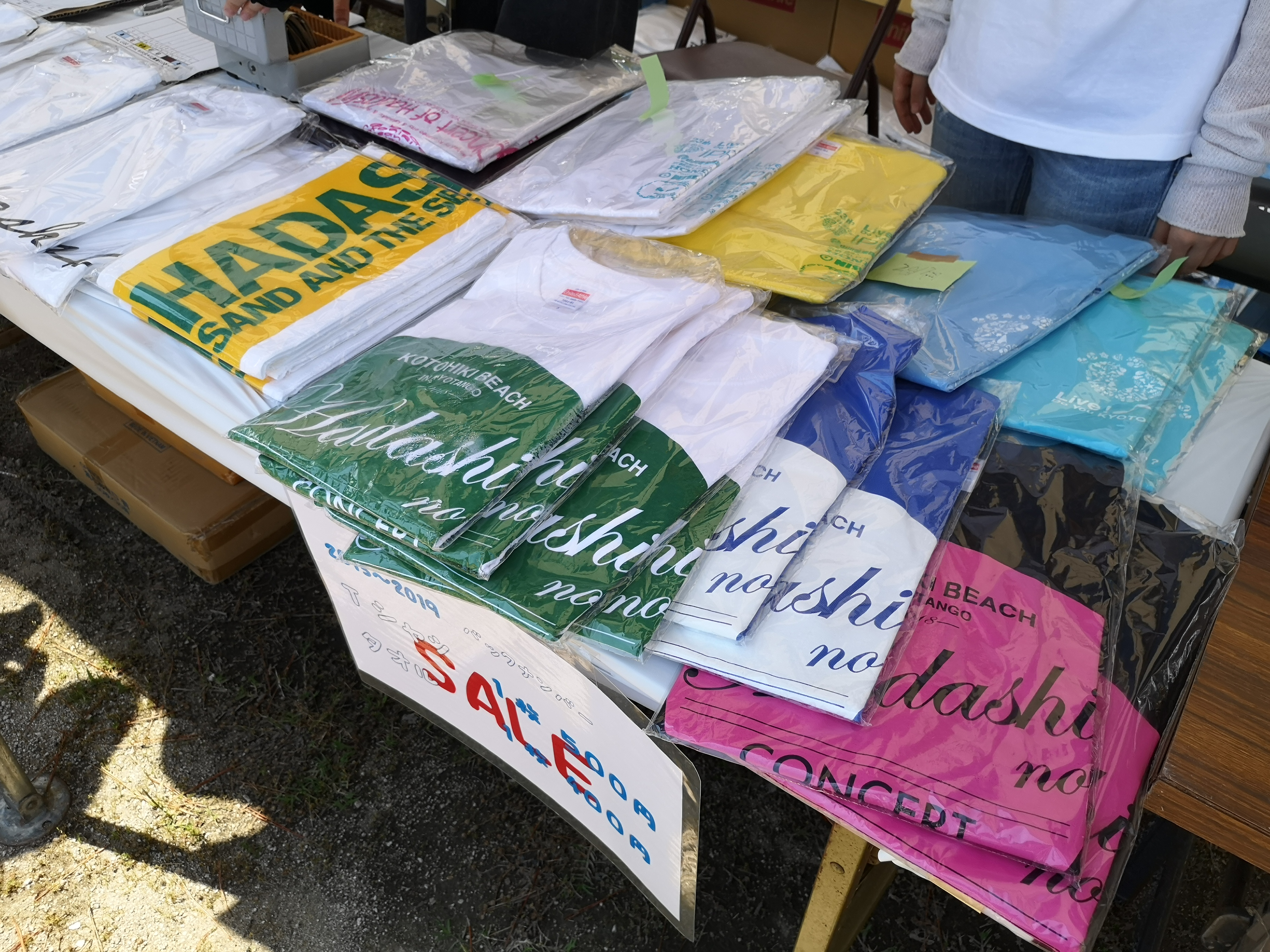
本部の物販ブース　歴代の「はだコン」Tシャツ

主催は、はだしのコンサート実行委員会。2019年現在の実行委員会委員長は、丸田敏樹。イベントの問い合わせ窓口は、琴引浜鳴き砂文化館が担う。
長年砂浜の清掃活動を担ってきた地元の掛津区、琴引浜鳴り砂を守る会をはじめ、開催年によっては地元の京都府立網野高等学校ボランティア部が共催する。また、テーマソングやイベントの締めくくりは、京丹後市立島津小学校の児童が中心を担う。ほか、京都府立久美浜高等学校、京都府立峰山高等学校、京丹後市立網野中学校、Live!♪ Do You Kyoto?、海と日本プロジェクトin京都などが開催協力している。

## 開催概要

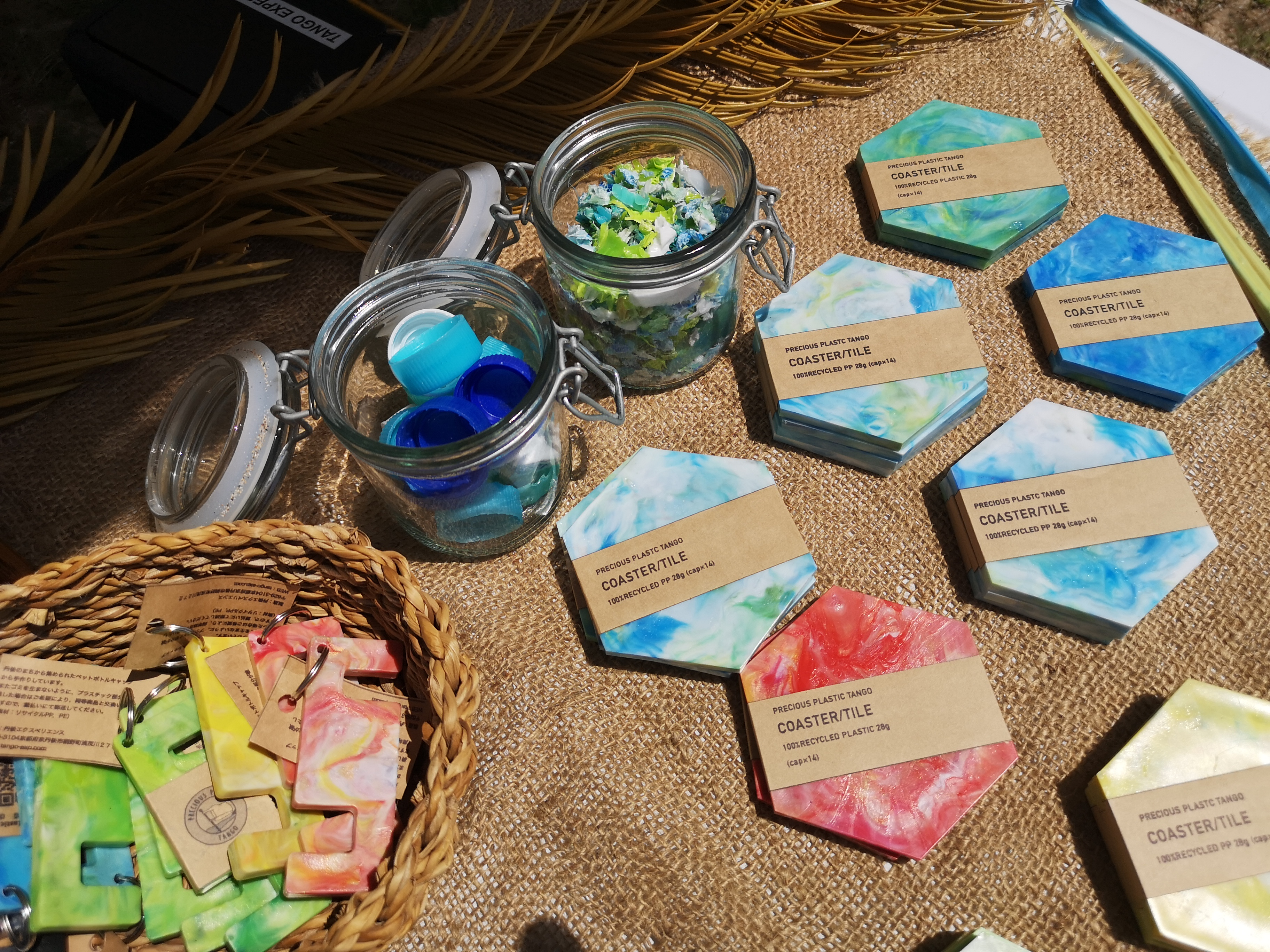
ペットボトルの蓋をリサイクルした小物

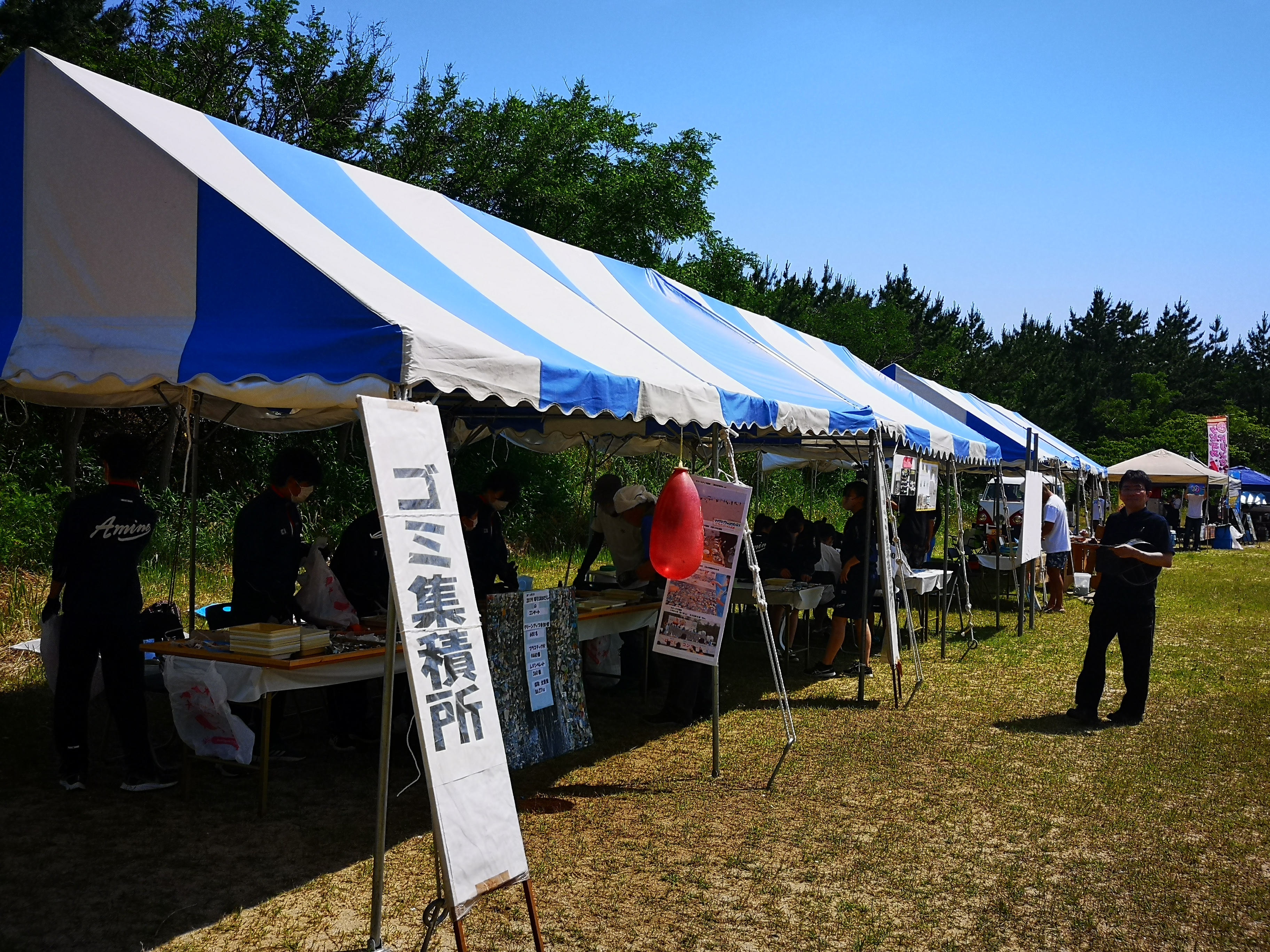
はだしのコンサート会場

### 1994年（平成6年）
1994年（平成6年）9月23日、第1回はだしのコンサートを開催。海をイメージさせる歌手の杉山清貴が参加した。

### 1995年（平成7年）
1995年（平成7年）9月10日、第2回はだしのコンサート開催。三輪茂雄らによる環境保護トークが行われた。

### 1996年（平成8年）
1996年（平成8年）9月15日、第3回はだしのコンサート開催。

### 1997年（平成9年）
ナホトカ号重油流出事故による砂浜の汚染を乗り越え、1997年（平成9年）9月23日に開催。琴引浜鳴き砂文化館では、漂流物展を開催した。

### 1998年（平成10年）
1998年（平成10年）9月23日、第5回はだしのコンサート開催。

### 1999年（平成11年）
1999年（平成11年）9月23日、第6回はだしのコンサート開催。

### 2000年（平成12年）
2000年（平成12年）9月23日、第7回はだしのコンサート開催。

### 2001年（平成13年）
2001年（平成13年）6月3日、第8回はだしのコンサート開催。漂流物調査を京都府立網野高等学校ボランティア同好会が行う。

### 2002年（平成14年）
2002年（平成14年）6月2日、第9回はだしのコンサート開催。漂流物調査を京都府立網野高等学校ボランティア同好会が行う。

### 2003年（平成15年）
2003年（平成15年）6月1日、第10回はだしのコンサート開催。漂流物調査を東山高校地学部が協力し行う。

### 2004年（平成16年）
2004年（平成16年）6月6日、第11回はだしのコンサート開催。出演アーティストは、尾崎亜美、小松原俊、「Le Couple」の藤田恵ほか地元アーティストら8組。年齢や距離に応じて6部門に分かれて開催された「鳴り砂ビーチマラソン」には、78名が参加した。漂流物調査を京都府立網野高等学校ボランティア同好会が行った。

### 2005年（平成17年）
2005年（平成17年）6月5日、小雨のぱらつくなか、第12回はだしのコンサートを開催。出演アーティストは、セカハンほか地元出身のアーティストのホーシユー、ダリル永岡ら7組。「鳴り砂ビーチマラソン」には、子どもから高齢者まで74名が参加した。漂流物調査を京都府立網野高等学校ボランティア同好会が行った。
網野高等学校ボランティア同好会は、コンサートの共催者でもあり、会場内のごみ回収やリサイクルも担った。

### 2006年（平成18年）
2006年（平成18年）6月4日、第13回はだしのコンサート開催。出演アーティストは、バイオリン奏者のfumiko、セカハン、よさこいダンスパフォーマンスグループ関西京都今村組など7組。コンサート終盤で出演者全員で替え歌「コノ空ヲ鳴ラスノハアナタ」を熱唱した。参加者を対象にした鳴き砂勉強会も行われた。

### 2007年（平成19年）
2007年6月2日,3日の2日間で、第14回はだしのコンサートが開催された。2日間となったのは、琴引浜が国の天然記念物及び名勝に指定される見通しであることを祝ってのことである。
韓国からのごみも漂着しているとして、初めて在日韓国青年会から約50人がゴミ拾いに参加し、伝統舞踊「サムルノリ」を披露した。コンサートには、セカハンや環境保全活動に力を入れる岩沢幸矢ら、2日間あわせて11組のアーティストが出演し、他にはビーチマラソンやフリーマーケットなどが行われた。マラソンは3.8キロメートル、2キロメートル、ジョギングの3部門で開催された。
関連企画として、琴引浜鳴き砂文化館では、「漂流物展・重油流出事故写真展」などが公開された。

### 2008年（平成20年）
2008年（平成20年）5月31日と6月1日の2日間で開催された。参加者は浜の清掃活動のほか、周辺の松林の間伐作業を行い、ビーチマラソンやコンサートを楽しんだ。出演アーティストは、岩沢幸矢、京丹後市出身のダリル永岡、バイオリニストのfumikoなど2日間で11組。フィナーレでは島津小学校の6年生の児童が作った歌「琴引浜によせて」を参加者全員で合唱し、児童生徒約40名が、「多くの人が浜をきれいにして、今日も砂が鳴る。身近な自然を守る取り組みに参加して」と環境保全を呼びかけた。
前年に続いて在日本大韓民国民団の青年会から約30名が「韓日環境活動'08」として参加した。
琴引浜鳴き砂文化館では、「漂流物展・重油流出事故写真展」が開催された。

### 2009年（平成21年）
6月6日、7日の2日間での開催が予定されていたが、「諸般の事情により」5月9日に主催者から中止が発表された。この頃、丹後半島・網野の海岸では、原因不明の油塊の漂着が発生しており、八丁浜海岸から経ヶ岬にかけての海岸線約20キロメートルにわたり、粒上の油の回収作業に地域住民も行政関係者とともに奔走していた。油の漂着は、琴引浜一帯（掛津地区と遊地区にまたがる約1.8キロメートル）でもっとも多く、5月10日に行われた半日の回収作業だけで小型のクローラーダンプ5台分の油が回収されていた。

### 2010年（平成22年）
2010年（平成22年）6月5日、6日の2日間で開催された。1日目は「鳴り砂ビーチ＆クロスカントリー大会」があり、57人のランナーが琴引浜を駆けた。近くの公会堂などでは砂浜の漂着物の展示が行われ、ヤシの実や貝などの自然の漂着物とともに、ペットボトルや使い捨てライターなどの漂着ごみが展示された。メインの浜清掃とコンサートは2日目に行われ、即興演奏を披露するアルケミストら9組のアーティストが出演し、イベントの最後には、島津小学校の児童らが環境保全を訴え、締めくくりとした。
琴引浜周辺や道筋の民家や店舗では、軒先に丹後ちりめんの着物を仕立て直したのれんが約50枚つるされ、来場者の目を楽しませた。旅館や民宿の女将らで構成される「京丹後 宿 おかみさんの会」が、伝統を感じる街並みづくりの一環として市民から集めた約80着の着物を仕立て直して制作したもので、イベントへの貸出はこのとき初であった。その後毎年、はだしのコンサートのイベントに合わせてつるされている。

### 2011年（平成23年）
2011年（平成23年）6月5日に開催された。地域住民ら約300人が清掃活動に参加し、清掃後の砂浜で2～8キロメートルのコースを走るクロスカントリーが行われ、小学生から60代までの45人が駆け抜けた。フリーマーケットの出店料やオリジナルＴシャツの売上は、東日本大震災の被災者への義援金に充てられ、宮城県気仙沼市に届けられた。

### 2012年（平成24年）
2012年（平成24年)6月3日に開催。出演者は川畑さおり、琉華、Paix２、ぺぺ、和太鼓ドン、制服向上委員会、橋本美香。ゴミ拾いとコンサートのほか、フリーマーケットや、ビーチクロスカントリー（2,4,8キロメートルの3コース）、はだしde婚活などが行われた。

### 2013年（平成25年）
2013年（平成25年）6月1日と2日で開催された。2日間に中西圭三、ブレッド＆バター、秋人、Ace清水、和太鼓ドンら13組のアーティストが出演し、自然環境を考えるメッセージを歌に託した。ビーチクリーンアップを共に行い、食事や会話を楽しむ「はだしde婚活～出会いのサポート」が企画され、年齢25歳～43歳の未婚の男女各20人を募集した。
参加者の回収したゴミは、網野高校ボランティア部の生徒が分類し、注射器などの医療器具が多くあったと報告されている。
「海の京都」をテーマに京都府北部地域の観光振興を図っていた山田啓二知事（当時）が、掛津区民センターで開催された第147回「知事と和ぃ和ぃミーティング」の一環で訪問し、地元高校生や琴引浜鳴き砂文化館の松尾秀行館長（当時）らとともに、裸足でゴミ拾いを行った。

### 2014年（平成26年）
2014年（平成26年）6月1日に開催された。朝7時半からのビーチヨガに始まり、旅する蝶として知られるアサギマダラの観察会や、ビーチノルディック大会が午前に開催された。はだしのコンサートは午後2時半から5時までの間で行われ、地域住民のほか京阪神から参加者が集まり、約1時間、砂浜でゴミ拾いをしたほか、自動車メーカー・ホンダの販売店で構成される京都府ホンダ会が、自社開発したビーチクリーナーを取り付けた4輪バギーで砂浜清掃を行った。
コンサートには、プロの演奏家や大学生の和太鼓グループ、地元フラダンスチームなど5組が出演した。

### 2015年（平成27年）
2015年（平成27年）6月7日に開催された。歌手の秋人ら6組のアーティストや、地元のフラダンスチーム「Hula lehua」が出演した。約100人がエントリーしたビーチマラソンは2キロまたは4キロメートルのコースで行われ、ノルディックウォーキングでは7キロメートルを歩いた。婚活イベントやフリーマーケットも行われた。コンサートの締めくくりでは、島津小学校の児童が「琴引浜に寄せて」を合唱し、網野高校の生徒が参加者の回収した漂着ゴミの調査結果を報告した。
清掃活動には、前年に続いて、京都府ホンダ会から40人が参加し、4輪バギー2台に取り付けたビーチクリーナーを牽引し、砂浜清掃に協力した。

### 2016年（平成28年）
2016年（平成28年）6月5日に開催された。例年通り歌手や地元のフラダンスチームなど8組のアーティストが出演したほか、京都府警察の音楽隊とカラーガード隊も参加した。締めくくりは例年通り、島津小学校の児童が「琴引浜に寄せて」を合唱したほか、網野高校と網野中学校の生徒が参加者の回収した漂着ゴミの調査結果を報告し、自然環境の尊さと保護を訴えた

### 2017年（平成29年）
2017年（平成29年）6月4日に開催された。
1997年（平成9年）に発生したナホトカ号重油流出事故から20年の節目として、「20年目のありがとう。～ナホトカ号重油事故からの歩み～」と題し、重油流出事故の教訓に学んだ琴引浜の保全と活用とコンサートの歴史をふりかえり、若い世代に伝えてゆくことをコンセプトにかかげ開催した。地元の京都府立網野高等学校の美術部員16人が、琴引浜の漂着ごみでアート作品を制作した。作品は、縦180センチメートル、横270センチメートルで、色鮮やかなゴミで表現した大きな魚が、汚れたゴミをのみ込もうとしているデザイン。あらかたの制作には約1週間を要し、あえて余白を残した状態で「はだしのコンサート」の会場で除幕された後、来場者が拾ったゴミを余白に貼りつけて、完成させた。

### 2018年（平成30年）
2018年（平成30年）6月3日、砂に紛れ込み生態系への悪影響が危惧されるマイクロプラスチックゴミをテーマに、開催された。コンサートに先立ち、地元・網野高校のボランティア部がマイクロプラスティックを発見する競技「ゴミリンピック」を開催。参加者は、砂を篩にかけてマイクロプラスティックを回収した。

### 2019年（令和元年）
前年に引き続き、マイクロプラスチックに焦点をあて、2019年（令和元年）6月2日に開催された。参加予定アーティストは、秋人、アルケミスト、和太鼓ドン、parteporteなど9組。2時間30分の砂浜清掃には約500人が参加し、約3000トンの砂をふるいにかけ、9,800個（約100キログラム）のマイクロプラスチックを回収した。

### 2023年（令和5年）
4年ぶりにコンサートも含むフルバージョンで6月4日に開催された。通算28回目で最後の開催となった。
砂浜の清掃には1200人が参加。プラスチックや発泡スチロール、ガラス片など約2万個のごみが回収され、京都府立丹後緑風高等学校網野学舎の生徒たちが種類ごとに分類した。

## アクセス
開催地
琴引浜（京丹後市網野町掛津）
公共交通
京都丹後鉄道網野駅から、丹海バス間人行または経ヶ岬行、約10分。「琴引浜」下車後、徒歩約10分。